# 富本銭

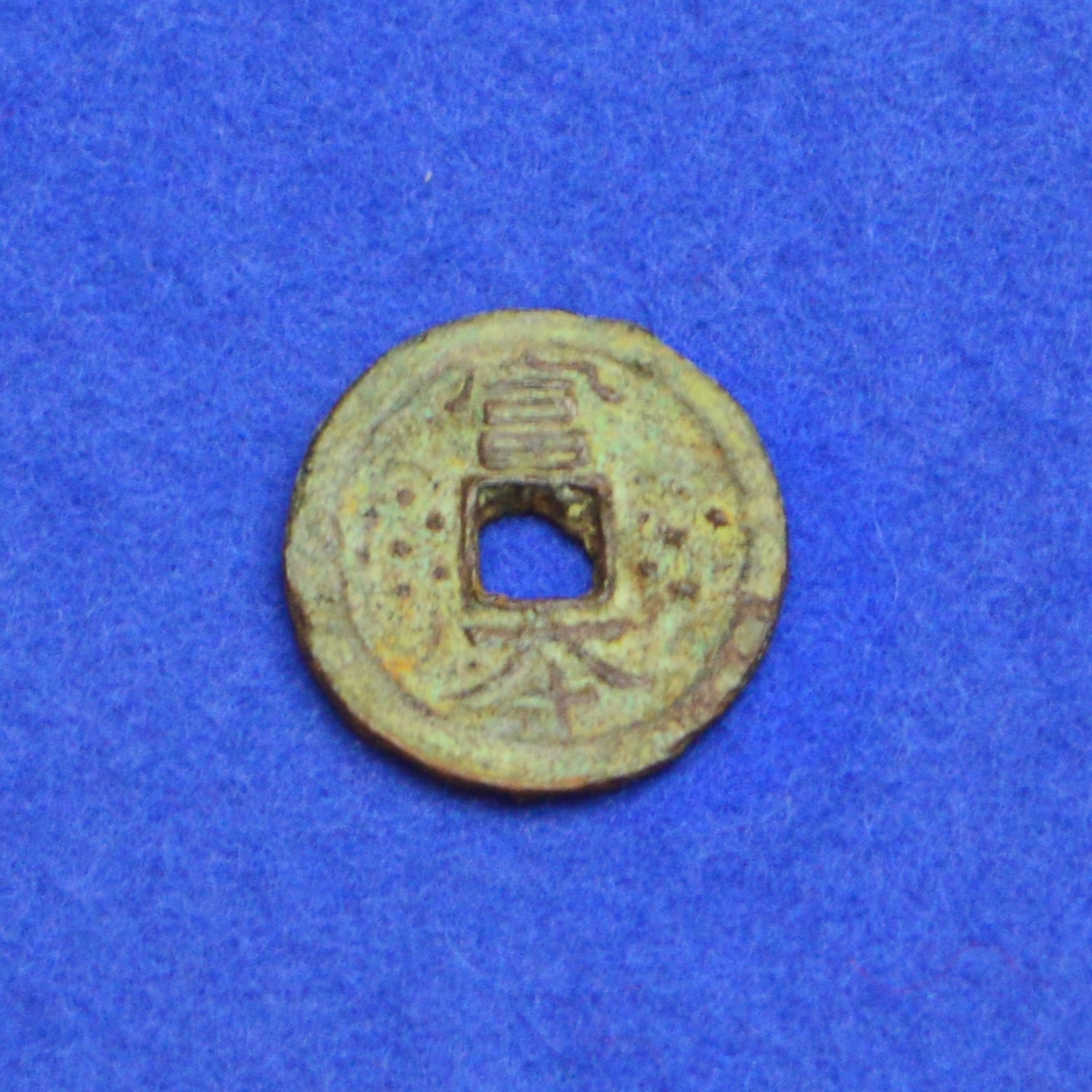
富本銭:大福遺跡（奈良県桜井市）出土銭
桜井市立埋蔵文化財センター展示。

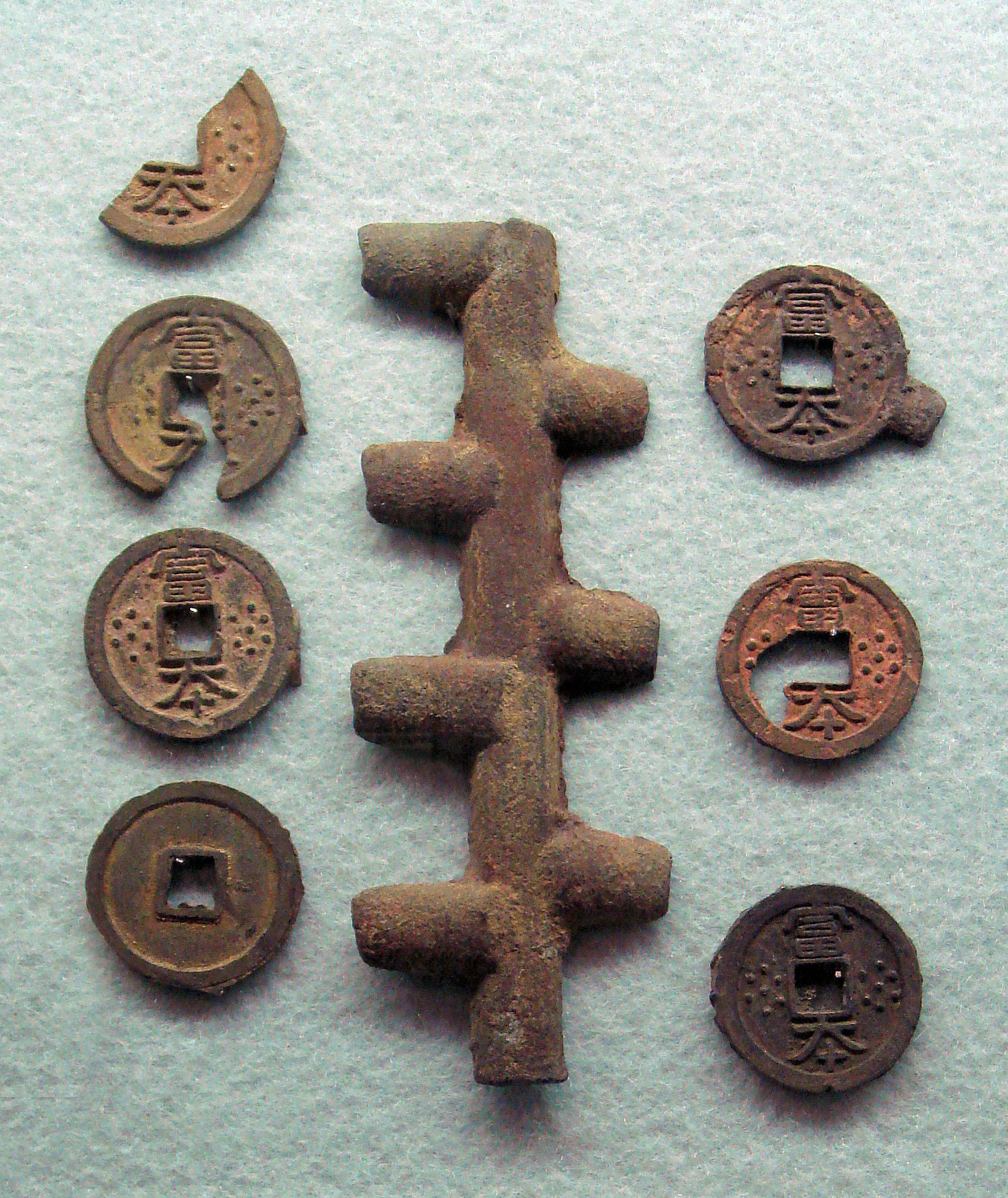
富本銭と鋳竿（複製品）、貨幣博物館

富本銭（ふほんせん）は、683年（天武天皇12年）頃に日本でつくられたと推定される銭貨である。鋳造年代は708年（和銅元年）に発行された和同開珎より古いとされる。この貨幣が実際に流通したのか、厭勝銭（えんしょうせん：まじない用に使われる銭）として使われたに留まったかについては学説が分かれている。
富本銭よりも前の貨幣として無文銀銭が知られている。無文銀銭・富本銭・和同開珎の関係、貨幣としての価値、流通範囲、機能などはまだ不明な点が多く、今後の研究課題である。

## 概要
平均の直径が24.44mmの円形で、中央には一辺が約6mmの正方形（厳密には、0.5mmほど横長の長方形）の穴が開いた、円形方孔の形式である。厚さは1.5mm前後、重さは4.25gから4.59gほど。形式は、621年に発行された唐の開元通宝を模したものと推定される。
材質は主に銅で、アンチモンを含む。これは、融解温度を下げ鋳造を易しくするとともに、完成品の強度を上げるために意図的に使用されたものと考えられる。微量の銀、ビスマスも含まれていた。
表面には、縦に「富夲」と書かれ、横には7つの点が亀甲形に配置された七曜星という文様がある。「夲」は「本」の異体字であると考えられている。
「富本」というのは、唐代の百科事典『芸文類聚』が引く『東観漢記』の「富民之本在於食貨」（民を富ませる本は食貨に在り）という故事に由来する。七曜星は五行思想の陰陽と、木・火・土・金・水を表し、天地の象徴を示していると考えられる。
「夲」という字（トウ、と読む）が、「本」の異体字とは別に存在する。
しかし、7-8世紀頃の日本古代において「夲」は「本」の異体字として広く使用され、
逆に「本」字体の使用例を見出すことは困難である
ことから「富本」とされる。「ふほん」「ふとう」の呼び名についての論争は江戸時代より存在した。

## 発見の経緯と出土
富本銭は、1694年（元禄7年）発行の『和漢古今寳泉図鑑』に「富夲銭」として登場し、1798年（寛政10年）に丹波国福知山藩8代藩主 朽木昌綱（くつき まさつな）により刊行された古銭目録『和漢古今泉貨鑑』には、「富本七星銭」として図柄付きで載っており、昔から貨幣研究家の間では知られていた。『和漢古今泉貨鑑』では富本銭を「古寳銭」と分類し、「夲」は「本」字の代わりに使用されたものであると指摘している。富本銭を含む朽木昌綱の収集品は、昌綱死去後の幕末に、藩財政の危機及び洋式軍備の必要のため、50丁のゲベール銃との交換でドイツ人に売却されたが、1999年に大英博物館に収蔵されているのが発見された。
1889年（明治22年）、収集家、今井風山は『風山軒泉話』のなかで、「その作りが古朴で和同銭と違わない。銅質が古和同と同じである。」と古代のものと推定されることを指摘している。
明治期に発掘されたとされる長野県下伊那郡高森町の武陵地古墳群（通称「秋葉塔の塚」)から、背文「大観通宝」「富本」の古銭が３点出土したとの記録がある。この古銭が富本銭ではないか？ということで、1999年（平成11年）奈良国立文化財研究所に調査が依頼され同年3月、近畿圏以外で初めて出土が確認された。高森町から出土したものは、飛鳥京跡の飛鳥池工房遺跡から出土したものに比べ、わずかに外径が小さく軽い。
その後、戦後の遺跡調査の進展もあって、富本銭の出土が相次ぐことになる。

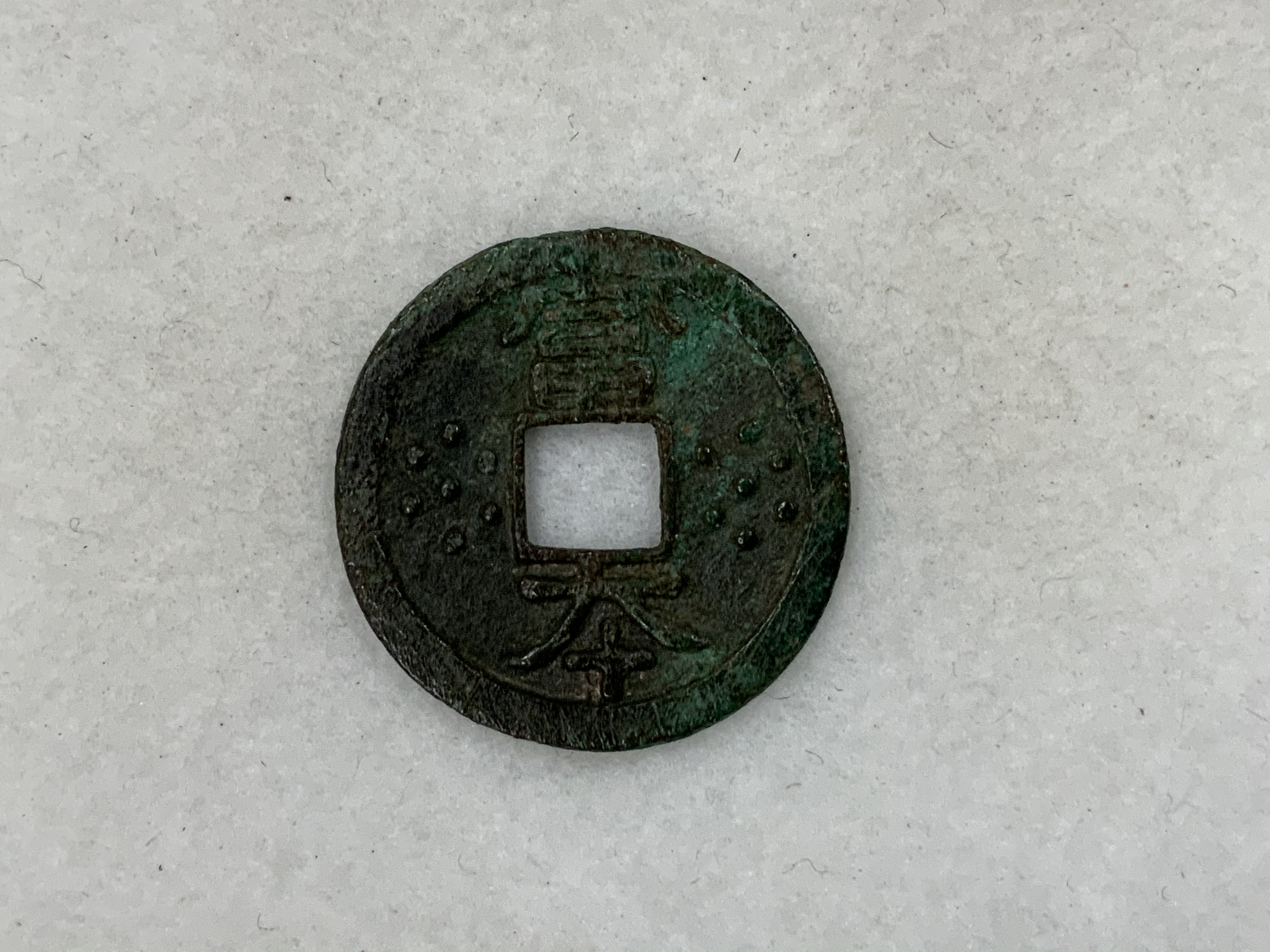
高森町武陵地古墳群から出土した富本銭

- 1969年（昭和44年）に平城京跡から、1985年（昭和60年）には平城京跡の井戸の底からも出土した。
- 1991年（平成3年）と1993年（平成5年）には、さらに古い藤原京跡からも相次いで出土された。

これにより、今まで最も古い貨幣とされてきた708年発行の和同開珎よりも古い可能性がでてきた。
- 1995年（平成7年）には、群馬県藤岡市の上栗須遺跡から1枚出土している。
- 1999年（平成11年）1月、飛鳥京跡の飛鳥池工房遺跡から33点もの富本銭が発掘された。それ以前には5枚しか発掘されていなかった。

33点のうち、「富本」の字を確認できるのが6点、「富」のみ確認できるのが6点、「本」のみ確認できるのが5点で、残りは小断片である。完成に近いものの周囲には、鋳型や鋳棹、溶銅が流れ込む道筋である湯道や、鋳造時に銭の周囲にはみ出した溶銅である鋳張りなどが残っており、仕上げ段階に至っていないことから、不良品として廃棄されたものと考えられる。
富本銭が発掘された土層から、700年以前に建立された寺の瓦や、687年を示す「丁亥年」と書かれた木簡が出土していること、『日本書紀』の683年（天武天皇12年）の記事に「今より以後、必ず銅銭を用いよ。銀銭を用いることなかれ」との記述があることなどから、発掘に当たった奈良国立文化財研究所は、同年1月19日に、和同開珎よりも古く、683年に鋳造されたものである可能性が極めて高いと発表し、これにより「最古の貨幣発見」「歴史教科書の書き換え必至か」などと大々的に報道がなされた。
その後、4月以降の追加調査では、さらに不良品やカス、鋳型、溶銅などが発見された。溶銅の量から、実に9000枚以上が鋳造されたと推定され、本格的な鋳造がされていたことが明らかになった。アンチモンの割合などが初期の和同開珎とほぼ同じことから、和同開珎のモデルになったと考えられる。
2008年（平成20年）3月には、2007年（平成19年）11月に藤原宮跡から地鎮具として出土した平瓶（ひらか）の中に水晶と共に富本銭9枚が詰められていたと発表された。これらのうち、少なくとも8枚が従来のものと異なる書体「冨夲」（「冨」字の「一」も省略）であることが確認され、飛鳥池遺跡発掘のものより厚手であった。このうち4枚は富本銭の特徴とされてきたアンチモンの含有が確認されなかった。
2012年（平成24年）1月31日放送のテレビ東京『開運!なんでも鑑定団』で個人所有の冨本銭が鑑定依頼品として出された。藤原宮跡から出土したものと同時期に鋳造されたと判明した。

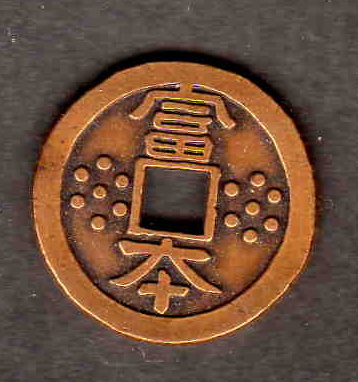
富本銭（複製品）

## 流通貨幣説と厭勝銭説
これらの発見により、富本銭を日本最初の流通貨幣（通貨）とする説が提起されている。しかし、広く貨幣として流通していたと断定し得る証拠は未だに見つかっていない。まじない銭などの、宗教的な目的の厭勝銭として造られた可能性もある。

### 流通貨幣説
1. 富本銭が『日本書紀』の683年（天武天皇12年）の記事の記述に沿っていること。
2. 国家主導の都市や寺院の建設には莫大な費用がかかり、動員された人々への支払いに充てる通貨が必要とされていたこと。初期の和同開珎を含め、初期の貨幣発行は国家の支払手段として必要上発行されたもので、一般的交換手段としての機能は副次的に位置づけられていた[15]。
3. すでに民間では、無文銀銭が通貨として使われていたと考えられること。
4. 日本の歴史上に残る貨幣発行は全て流通貨幣であり、厭勝銭という宗教的な目的の貨幣発行を示す記録が存在せず、富本銭だけが厭勝銭として造られたとするのは不自然であること。
5. 実際の取引で使われない厭勝銭であれば、ここまで精巧に造る必然性が無いこと。
6. 国家が流通貨幣として発行したのにも拘らず、受け取った人々が国家の意図に反して宗教的な利用を行うことはあり得ることで、宗教的な遺構で出土することが即ち厭勝銭であることの証明とはならない（和同開珎にも厭勝銭として利用されたことを示す出土例がある）[15]。

これらのことから、天武天皇が新しい国家建設のために流通目的で発行したものと主張している。
- 『日本書紀』巻第二十九。

### 厭勝銭説
1. 政治と宗教の関係が密接であった当時の事情から『日本書紀』の記述が、厭勝銭に関する規定として置かれた可能性も否定できないこと。
2. 和同開珎発行後に旧貨幣（富本銭）との交換基準が定められたという記録が発見されていないこと。
3. 奈良時代中期の文献の中には初めての通貨発行を和同開珎が出された708年（和銅元年）と記述するものがあること。
4. 飛鳥池遺跡そのものが飛鳥寺の傍に存在しており、同寺または「造飛鳥寺司」と称される同寺造営のための臨時の官庁（造寺司）の関連施設と考えるのが適当であること。

これらのことから、流通目的で富本銭が造られたとは考えにくいと主張している。

### その他説
この他の考え方として、「富本銭は当初は流通貨幣として出されたが、国家発行の貨幣ではない無文銀銭の停止を伴ったために、無文銀銭の形で富の蓄積をしていた人々の抵抗を受けて流通に失敗した」（壬申条の「莫用銀銭」は無文銀銭の流通を禁止して富本銭を使わせることを意味していたが、3日後の乙亥条の「用銀莫止」はその政策の撤回であり無文銀銭に代わって流通させる予定であった富本銭は存在理由を失ったとする）。結果的には流通を停止された富本銭は厭勝銭として用いられ、和同開珎は最初から仕切り直す形での流通貨幣発行になった、とする考え方もある。